# Sveriges herrlandslag i handboll i världsmästerskapet 1990
Sverige deltog i Världsmästerskapet i handboll för herrar 1990 som spelades i dåvarande Tjeckoslovakien mellan den 28 februari och 10 mars 1990.

## Laget
Förbundskapten Bengt "Bengan" Johansson
Målvakter
| Nr | Namn           | Klubblag (1989–1990) |
| -- | -------------- | -------------------- |
| 1  | Mats Olsson    | GD Teka              |
| 12 | Mats Fransson  | Irsta HF             |
| 16 | Tomas Svensson | IF Guif              |

Utespelare
| Nr | Namn             | Klubblag (1989–1990)   |
| -- | ---------------- | ---------------------- |
| 2  | Jonas Persson    | Lugi HF                |
| 3  | Magnus Wislander | Redbergslids IK        |
| 4  | Johan Eklund     | Redbergslids IK        |
| 5  | Ola Lindgren     | HK Drott               |
| 6  | Per Carlén       | BM Atlético Madrid     |
| 7  | Erik Hajas       | CB Maritim Puerto Cruz |
| 8  | Magnus Cato      | Redbergslids IK        |
| 9  | Björn Jilsén     | RTV 1879 Basel         |
| 10 | Pierre Thorsson  | IF Saab                |
| 11 | Sten Sjögren     | Lugi HF                |
| 13 | Staffan Olsson   | TV Hüttenberg          |
| 14 | Magnus Andersson | HK Drott               |
| 15 | Axel Sjöblad     | Lugi HF                |